# Lambda1 Phoenicis
Lambda1 Phoenicis (λ1 Phoenicis, förkortat Lambda1 Phe, λ1 Phe) som är stjärnans Bayerbeteckning, är en dubbelstjärna belägen i den mellersta delen av stjärnbilden Fenix. Den har en skenbar magnitud på 4,76 och är synlig för blotta ögat där ljusföroreningar ej förekommer. Baserat på parallaxmätning inom Hipparcosuppdraget på ca 18,9 mas, beräknas den befinna sig på ett avstånd på ca 173 ljusår (ca 53 parsek) från solen. 

## Egenskaper
Lambda1 Phoenicis är en blå till vit stjärna i huvudserien av spektralklass A0 V. Den har en massa som är ca 2,3 gånger större än solens massa, en radie som är ungefär dubbelt så stor som solens och utsänder från dess fotosfär ca 33,7 gånger mera energi än solen vid en effektiv temperatur på ca 9 930 K.
Lambda1 Phoenicis har en följeslagare med magnitud 13,7 på ett avstånd av ca 30 bågsekunder.